# Maxima
Maxima 是一种用LISP 编写的计算机代数系统（Computer Algebra System），用于公式推导和符号计算，它是一套自由软件，在GNU通用公共许可证下發行。它由麻省理工学院在美国能源部的支持下于60年代末创造的 Macsyma 演变而来。Macsyma 後來慢慢走上商業化的道路。1982年開始 Bill Schelter 教授（於2001年去世）默默地维护 Macsyma 代碼，他把這個軟體稱為 Maxima。由於版權問題，Maxima 在很長的一段時間內不能公開發行，只有少數人能使用這個軟體。在 Schelter 教授努力了16年之後，Maxima 於1998年獲得許可，成為開源軟體，使得更多的用戶和程式設計師能自由的使用 Maxima。
Maxima 的前身 Macsyma 在當時是非常創新的軟體。現代流行的商業计算机代数系统軟體 Maple 及 Mathematica，都是受到 Macsyma 的啟發而設計出來的。

## 產品功能
- 符號運算（含一定的推理能力）
- 各種基礎數學函數庫
- 複數和任意精度（use "bfloats"）計算（只受內存限制）
- 利用 gnuplot 進行2維及3維函數繪圖
- 可編程
- 可計算文檔，支持插入，標題單元，章節單元，備註，輸入單元，文字單元，圖片
- 生成 LaTeX 格式的數學式
- 方便的加載 Common Lisp 語言或 Maxima 本身的語言寫成的 Package
- 基於符號而不只是數值的微積分運算
- 矩陣運算
- 函數展開化簡缩併
- 上千頁的手冊

## 版本历史
Maxima 可在 Linux, Mac OS X，及 Windows下編譯。

## 界面
Maxima 核心提供命令行界面，wxMaxima, imaxima 提供 GUI 界面。
在 GNU/Linux 下 Cantor （页面存档备份，存于）  和 Climaxima 能提供前端界面。

## 代碼範例
對表達式 expr 賦值
```
expr
:
 
a
*
x
^
k
+
b
*
x
+
c
$

ev
(
expr
,
 
a
=
1
,
 
b
=
2
,
 
c
=
3
,
 
k
=
2
);

```

正弦函數，指定定義域，對數尺度繪圖
```
wxplot2d
([
sin
(
x
)],
 
[
x
,
-
5
,
5
],
 
[
logx
])$

```

do 迴圈
```
for
 
a
:
 
-
3
 
thru
 
26
 
step
 
7
 
do
 
display
(
a
)$

```

## 相似軟體
- Maple
- MATLAB
- Mathematica
- GNU Octave
- Scilab
- Sage